# Florijana
Florijana je  žensko osebno ime.

## Izvor imena
Ime Florijana je različica ženskega osebnega imena Florjana 

## Pogostost imena
Po podatkih Statističnega urada Republike Slovenije je bilo na dan 31. decembra 2007 v Sloveniji število ženskih oseb z imenom Florijana: 101.